# Kevin Rolland
Kevin Rolland (Bourg-Saint-Maurice, 10 de agosto de 1989) es un deportista francés que compite en esquí acrobático, especialista en la prueba de halfpipe.
Participó en tres Juegos Olímpicos de Invierno, entre los años 2014 y 2022, obteniendo una medalla de bronce en Sochi 2014, en la prueba de halfpipe.
Ganó cuatro medallas en el Campeonato Mundial de Esquí Acrobático entre los años 2009 y 2019. Adicionalmente, consiguió siete medallas en los X Games de Invierno.

## Medallero internacional
| Juegos Olímpicos   | Juegos Olímpicos             | Juegos Olímpicos  | Juegos Olímpicos |
| Año                | Lugar                        | Medalla           | Prueba           |
| ------------------ | ---------------------------- | ----------------- | ---------------- |
| 2014               | Sochi (Rusia)                | Medalla de bronce | Halfpipe         |
| Campeonato Mundial |                              |                   |                  |
| Año                | Lugar                        | Medalla           | Prueba           |
| 2009               | Inawashiro (Japón)           | Medalla de oro    | Halfpipe         |
| 2011               | Deer Valley (Estados Unidos) | Medalla de plata  | Halfpipe         |
| 2017               | Sierra Nevada (España)       | Medalla de bronce | Halfpipe         |
| 2019               | Park City (Estados Unidos)   | Medalla de plata  | Halfpipe         |

| X Games de Invierno | X Games de Invierno    | X Games de Invierno | X Games de Invierno |
| Año                 | Lugar                  | Medalla             | Prueba              |
| ------------------- | ---------------------- | ------------------- | ------------------- |
| 2010                | Aspen (Estados Unidos) | Medalla de oro      | Superpipe           |
| 2010                | Aspen (Estados Unidos) | Medalla de bronce   | High air            |
| 2011                | Aspen (Estados Unidos) | Medalla de oro      | Superpipe           |
| 2013                | Tignes (Francia)       | Medalla de bronce   | Superpipe           |
| 2014                | Aspen (Estados Unidos) | Medalla de plata    | Superpipe           |
| 2015                | Aspen (Estados Unidos) | Medalla de plata    | Superpipe           |
| 2016                | Aspen (Estados Unidos) | Medalla de oro      | Superpipe           |